# Древо жизни (национальный вепсский праздник)
Дре́во жи́зни (вепс. Elonpu) — национальный праздник вепсского народа, проходящий летом возле села Винницы, Подпорожского района Ленинградской области.

## О празднике
Праздник Древо жизни проводится в начале лета с 1987 г.. На праздник по традиции съезжаются вепсы, русские, карелы, ижора, жители окрестных районов других национальностей. В празднике принимают участие коллективы из Республики Карелии, Республики Коми.
Во время праздника проходят конкурсы национального танца, костюма, смотр художественной самодеятельности фольклорных коллективов, продажа изделий национальных ремёсел. Проходит межрегиональный конкурс «Вепсская краса».

## Проведение праздника
- 1987 год — проведен первый праздник
- 2005 год — гостем праздника был Губернатор Ленинградской области Валерий Сердюков[4].
- 2007 год 17 июня — юбилейный 20 праздник «Древо жизни-2007» прошёл с участием Губернатора Ленинградской Области Валерия Сердюкова[5].
- 2008 год 14 июня — праздник «Древо жизни-2008 Народное Троицкое гуляние».
- 2009 год 13 июня — праздник «Древо жизни-2009 Вепсская кадриль».[6]
- 2011 год 12 июня — праздник «Древо жизни-2011 Праздник вепсской калитки „Эмягуз“».
- 2013 год 15 июня — праздник «Древо жизни-2013 Miide aid».